# Rue
Rue – miejscowość i gmina we Francji, w regionie Hauts-de-France, w departamencie Somma.
Według danych na rok 2011 gminę zamieszkiwało 3121 osób, a gęstość zaludnienia wynosiła 107 osób/km² (wśród 2293 gmin Pikardii Rue plasuje się na 77. miejscu pod względem liczby ludności, natomiast pod względem powierzchni na miejscu 22.).